# لات ۱۰
لات ۱۰ (به انگلیسی: Lot 10) یک مرکز خرید در منطقه بوکیت بینتانگ، کوالا لامپور، مالزی است. این مرکز خرید در سال ۱۹۹۰ افتتاح شد و شرکت‌هایی همچون اچ اند ام (H&M) و ایستان در آن حضور دارند.

## تاریخچه
مالک اولیه این مرکز خرید، شرکت خصوصی با مسئولیت محدود مایانگ ساری بود. درآمد ناخالص اولین سال فعالیت آن بالغ بر ۱۷٫۲ میلیون رینگیت تخمین زده شد.